# WorldCat
WorldCat — найбільша у світі бібліографічна база даних, що налічує понад 240 млн записів про всі види творів 470 мовами світу (на 2011 рік). База створюється спільними зусиллями більш ніж 72 000 бібліотек з 171 країни світу в рамках організації OCLC.
З серпня 2006 р. став можливий вільний доступ до пошуку у цій БД з вебсторінки worldcat.org [Архівовано 1 травня 2010 у Wayback Machine.].